# Polans occidentals

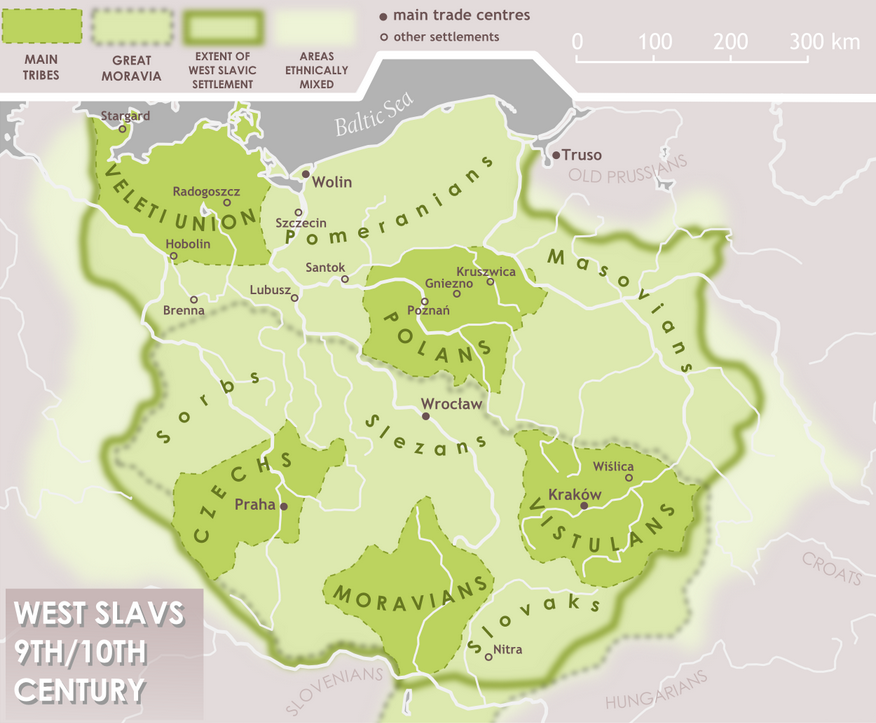
Tribus eslaves occidentals els segles IX i X.

Els polans occidentals (nom que deriva del protoeslau pole, és a dir "camp" o "plana", amb el sentit de "pòlie") foren una tribu eslava occidental, part del grup lekhític, que habitava la conca del riu Varta, a la regió històrica de la Gran Polònia, al segle viii.
Al segle ix, els polans occidentals van unificar diverses tribus eslaves occidentals al nord de la Gran Moràvia. La unió dominada per la dinastia Piast es va desenvolupar dins el Regne de Polònia, el nom del qual es va formar a partir del d'aquesta tribu. Per aquest motiu, els polans occidentals es poden considerar el nucli originari dels moderns polonesos.
Els polans occidentals no s'han de confondre amb els polans orientals, que habitaven on actualment hi ha la ciutat de Kíev, i que constitueixen l'origen dels moderns ucraïnesos.